# Montanha
Montanha es una localidad caboverdiana del municipio de São Lourenço dos Órgãos.

## Geografía
La localidad está situada en la isla Santiago.

## Organización territorial
La localidad abarca los lugares y barrios de:
- Achada Manipo
- Banana
- Bandam
- Bedjera
- Bica
- Chã de Coelho
- Cumbem
- Cutelo Montanha
- Fundão
- João Façanha
- Lém da Costa
- Lém Drigue
- Limão da Veiga
- Liquitec
- Manipo
- Nhagar
- Pinheiro
- Rabo Mula
- São José
- Várzea